# Zápatí stránky
Zápatí stránky je v typografii text, který je umístěn na dolní části stránky vytištěného textu a je vizuálně oddělen od vlastního těla textu. Tradičně je zápatí stránky vyhrazeno pro čísla stránek. Počítačové editory textu umožňují nadefinovat text, který se na jednotlivých stránkách v zápatí automaticky opakuje. Text zápatí se může měnit podle tisku liché nebo sudé stránky (stranové převrácení pro recto a verso stránky), může obsahovat automaticky generované číslo stránky, kapitoly a podobně. Zápatí se obvykle netiskne na titulní stránku textu.
Zápatí je často také místo, kam jsou umisťovány poznámky k textu.
Na webových stránkách je v zápatí obvykle informace o autorském právu, licence, časové údaje vzniku stránky či její poslední úpravy a podobně.